# Párnaláva
A kiömlési magmás kőzetek, egészen pontosan a bazalt igen gyakran előforduló, érdekes formája a párnaláva. Tenger alatti vulkánkitörések során keletkező jellegzetes, párnák halmazára emlékeztető vulkanikus kőzetszerkezet. Viszonylag sekély vízben vagy jégréteg alatt is kialakulhat. A felszínre kerülő körülbelül  egy méter nagyságú lávadarabok az óceán fenekén gördülnek egy ideig, majd a hideg víz hatására megszilárdulnak. A párnaláva alatti rétegben függőlegesen megszilárdult kőzeteket dájkoknak nevezzük.

## Keletkezése
Hasadékvölgy vékony törésén keresztül szivárog a felszínre az olvadt bazalt, ahol a fagypont közeli hideg tengervízzel érintkezve hamar megdermed. 2000 méternél nagyobb mélységnél lejátszódó vulkáni kitörések esetén a felszínen egyáltalán nem jelentkezik gőz és törmelék. A kihűlő bazalt jellegzetes, gömbölyded formává alakul. A párnalávák kővánkosai még évmilliók múltán is elárulják az óceánfenéki eredetet. Kizárólag a középóceáni hátságok mentén képződik.[forrás?] Ott, ahol a szárazföldön is találunk párnaláva kőzeteket, valójában egy ősi, megszűnt óceán középhátsági maradványaival találkozunk.[forrás?] Ha Szilvásvárad felé utazunk, és áthaladunk Szarvaskő községén, az úttest két oldalán húzódó sötét sziklák például olyan párnalávából állnak, amely jó 200 millió évvel ezelőtt ömlött ki az egykori Meliata-óceán középhátságán. (A legszebben megőrzött párnalávakőzetek mintegy 160 millió évvel ezelőtt keletkeztek.)

## Szerkezete
A tengerfenéken keletkezett hasadékokból feltörő magmának előbb le kell küzdenie a vízréteg nyomását, így a kiömlő láva különleges alakzatokat (pillowlávát) hoz létre. Ennek elkülönülő részei a párnák, szerkezetük hasonlít a hagymára, koncentrikus héjak sorozatából épülnek fel. Mivel a párnák a víz alatti lávaömlés során keletkeznek, ezért a tér minden irányába egyenletesen lehűlő és így közel hasonlóképpen összehúzódó anyag gömbökre (nagyobb összehúzódás zónája) illetve héjakra különül (kisebb összehúzódás zónája). Tehát két részből tevődnek össze: Külső héjszerű részük üveges szerkezetű, ugyanis a környező levegővel érintkezve gyorsan lehűlnek. Belső részük, a mag likacsos. Nagy magasságba kerülve a nyomáscsökkenés miatt gázosodás, majd gázkilépés történik. A lapillik 4-64 mm közötti átmérőjű, üveges szerkezetű, robbanás során keletkezett gömb alakú darabok. Horzsakőnek nevezik ezen mérettartományba tartozó törmelékdarabokat. A vulkáni működés során keletkező szilárd anyag (piroklasztikum), különböző méretű lehet. Legnagyobb méretű a vulkáni bomba (64 mm feletti darabok). A robbanás akár több kilométeres magasságba is repítheti a bombákat.

## Hazánkban
Hazánkban találhatók a Bükk-vidéken: Szarvaskőnél, a Darnó-hegyen, a szarvaskői Várhegy sziklabércein.